# Route 243 (Québec)
Pour les articles homonymes, voir Route 243.
La route 243 (R-243) est une route régionale québécoise d'orientation nord / sud située sur la rive sud du Saint-Laurent. Elle dessert les régions administratives de l'Estrie et du Centre-du-Québec.

## Tracé
La route 243 débute à la frontière américaine à Potton comme la continuité de la VT 243 (en) du Vermont. Elle se termine 122 kilomètres au nord est à Saint-Félix-de-Kingsey sur la route 255. Au début de son parcours, elle situé à l'ouest du Lac Memphrémagog avant d'aller longer la rive est du lac Brome. Ensuite, elle traverse Waterloo et Richmond. Dans cette dernière ville, elle est en chevauchement avec les routes 116 et 143 sur le pont Frederick-Coburn, enjambant la rivière Saint-François.

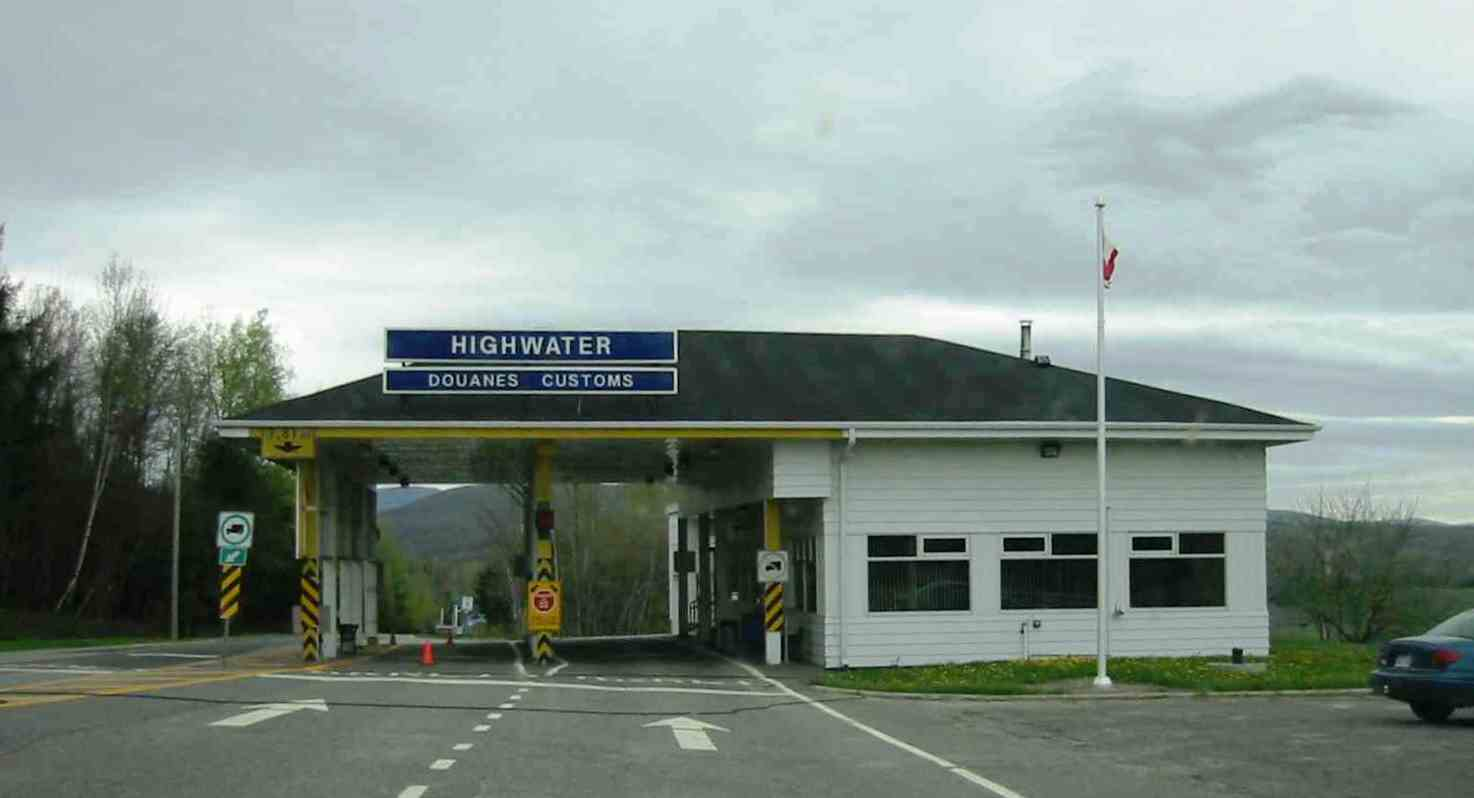
Début de la route 243 à la frontière canado-américaine.
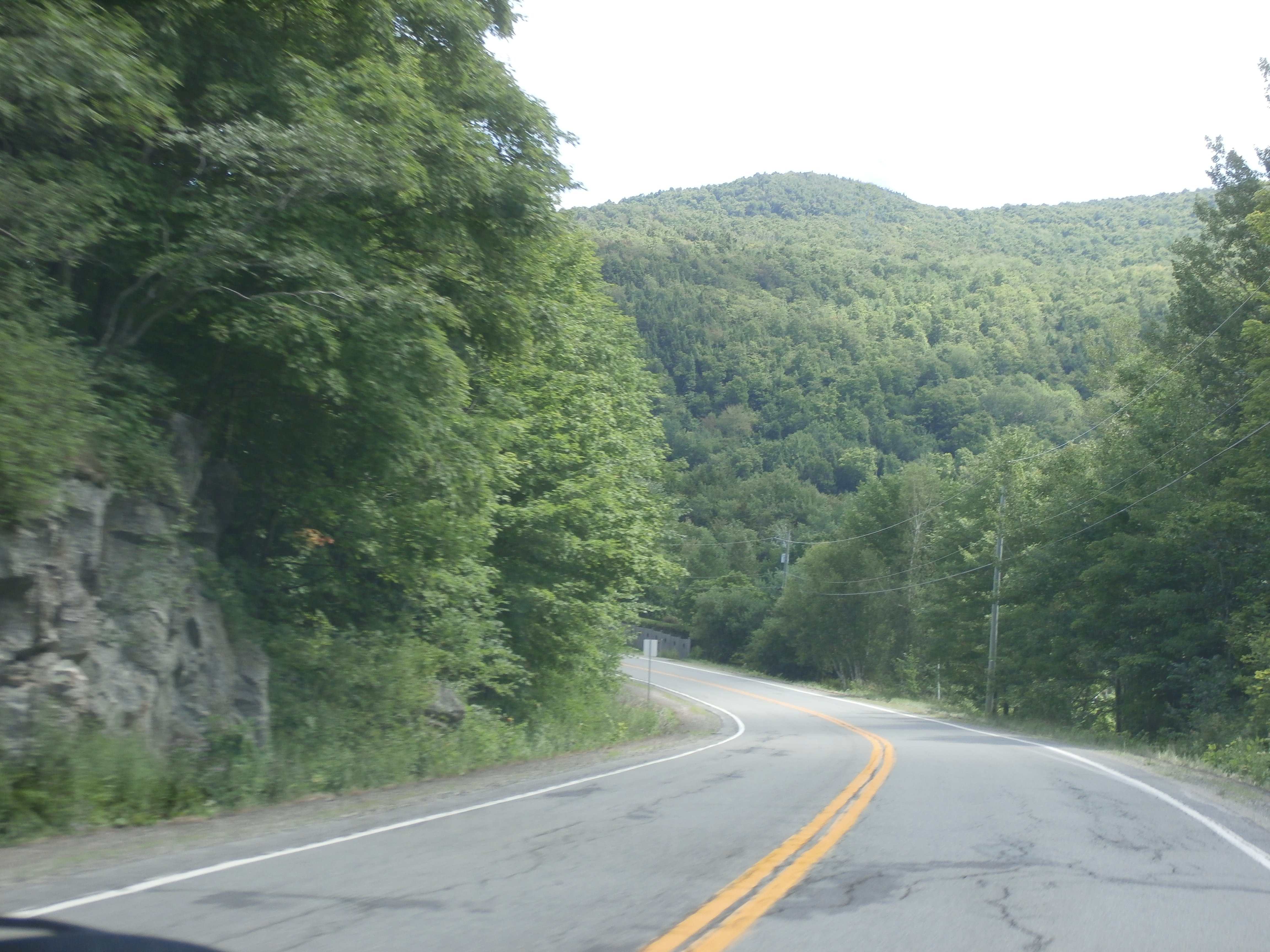
La route 243 à la passe de Bolton.
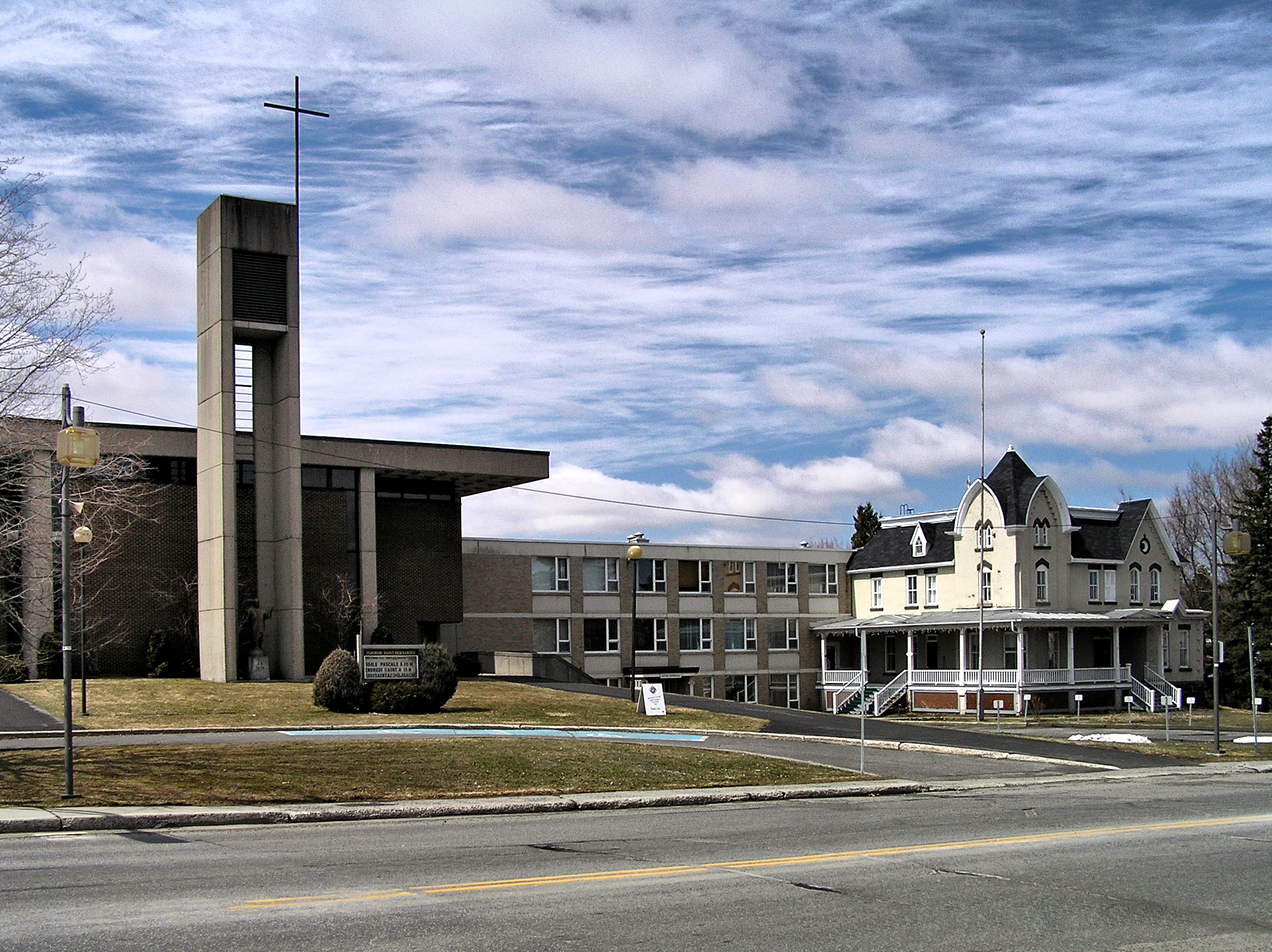
Les routes 112, 241 et 243 se rencontrent devant l'église Saint-Bernardin à Waterloo.
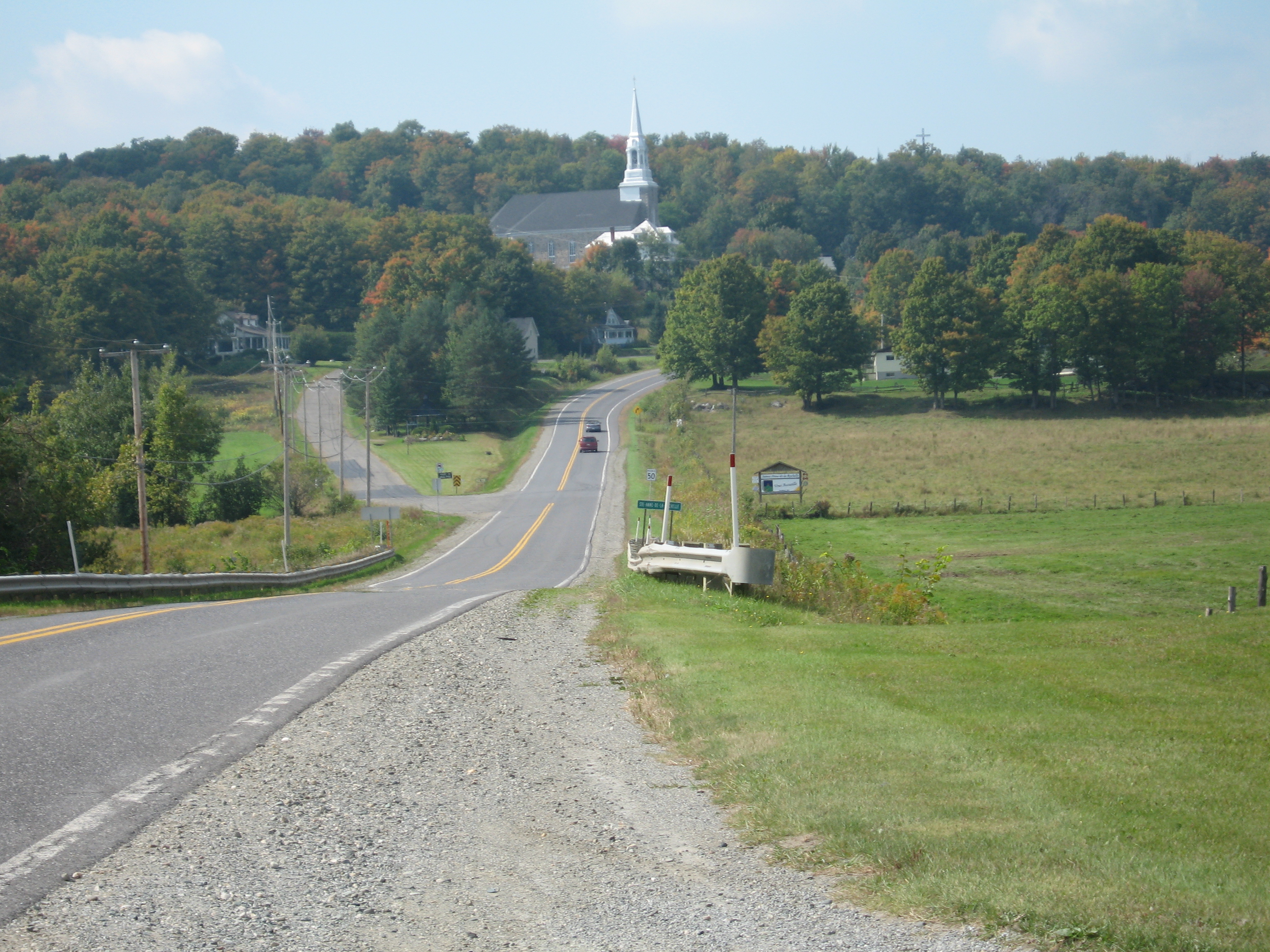
Entrée du village de Sainte-Anne-de-la-Rochelle.
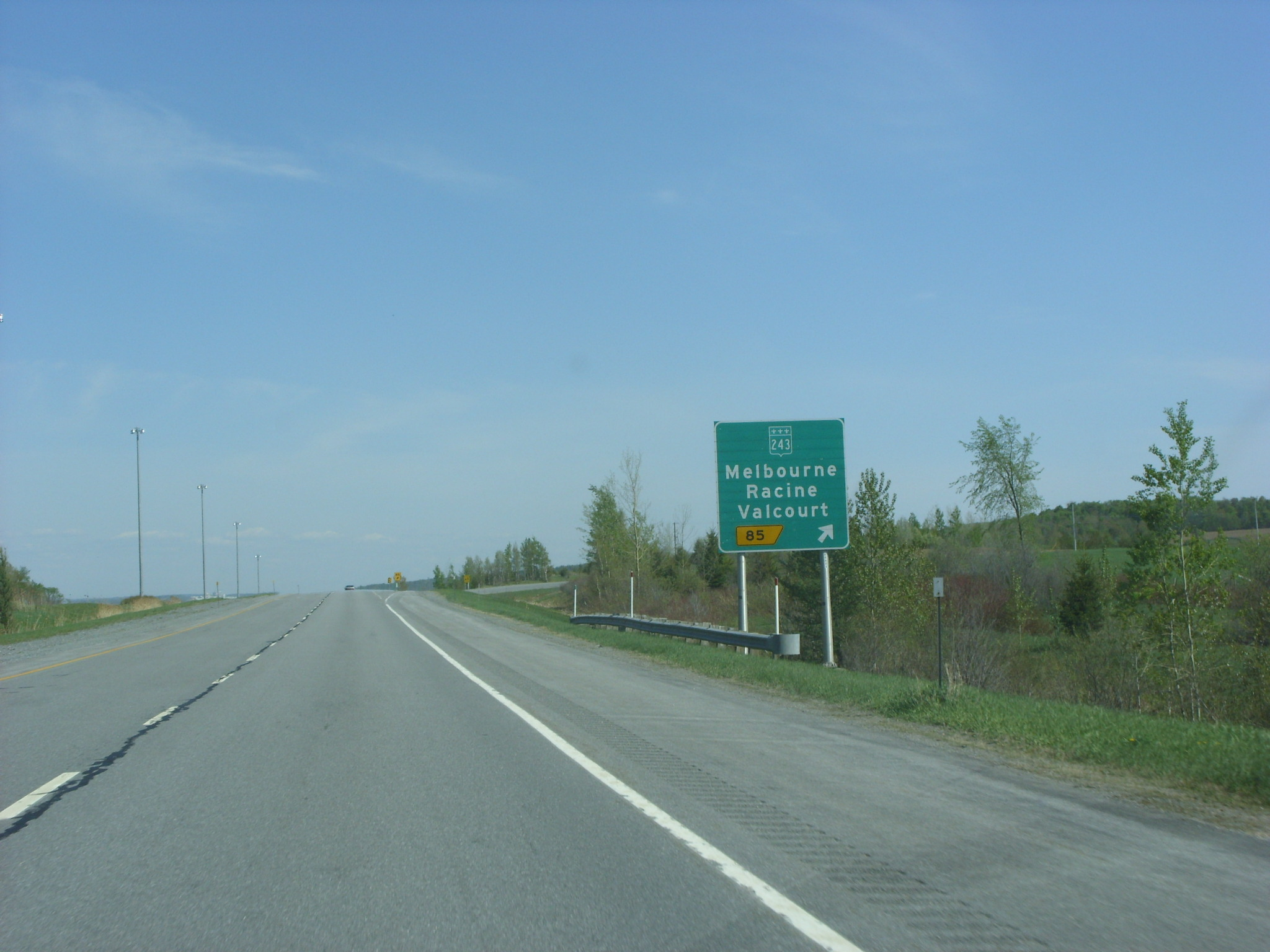
Approche de l'échangeur de l'A-55 avec la route 243 à Melbourne.
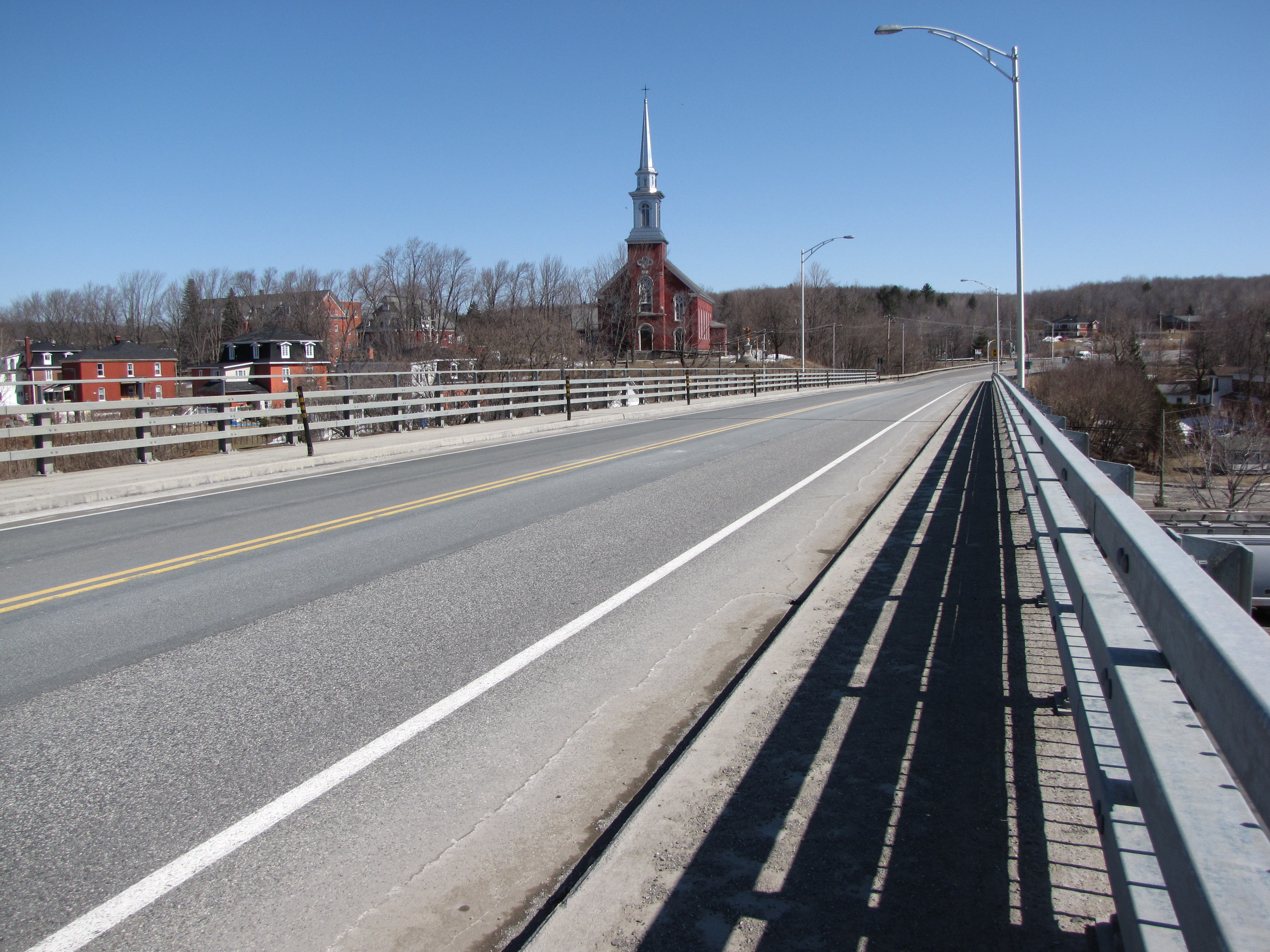
La route 243 partage son itinéraire avec les routes 116 et 143 sur le pont Frederick-Coburn à Richmond.

## Frontière internationale
À son extrémité sud, à Potton, la route 243 relie le Québec à l'État du Vermont, aux États-Unis. À la frontière, la route 243 devient la VT 243. La route entre aux États-Unis dans la municipalité de Troy, dans le comté d'Orleans. Le poste frontalier est ouvert tous les jours 24 heures sur 24.

## Localités traversées (du sud au nord)
Liste des municipalités dont le territoire est traversé par la route 243, regroupées par municipalité régionale de comté.

### Estrie
Memphrémagog
- Potton
- Bolton-Est

Brome-Missisquoi
- Bolton-Ouest
- Lac-Brome

La Haute-Yamaska
- Shefford
- Waterloo
- Warden
- Saint-Joachim-de-Shefford

Le Val-Saint-François
- Sainte-Anne-de-la-Rochelle
- Lawrenceville
- Valcourt
- Racine
- Melbourne
- Richmond
- Cleveland

### Centre-du-Québec
Drummond
- Saint-Félix-de-Kingsey

## Intersections majeures
| MRC                                           | Municipalité               | km     | Destinations                                         | Notes                                                                                                 |
| --------------------------------------------- | -------------------------- | ------ | ---------------------------------------------------- | --- |
| Memphrémagog                                  | Potton                     | 0,00   | VT 243 est – North Troy                              | Continue au Vermont                                                                                   |
| Memphrémagog                                  | Potton                     | 0,00   | Frontière canado-américaine                          | |
| Memphrémagog                                  | Bolton-Est                 | 19,80  | R-245 nord – Eastman                                 | Terminus sud de la R-245                                                                              |
| Brome-Missisquoi                              | Lac-Brome                  | 34,10  | R-104 ouest – Cowansville, Sutton                    | Terminus est de la R-104; Sutton indiqué en direction nord seulement                                  |
| Brome-Missisquoi                              | Lac-Brome                  | 42,50  | R-215 sud – Sutton, Lac-Brome (Bondville)            | Terminus nord de la R-215; Lac-Brome (Bondville) indiqué en direction sud seulement                   |
| La Haute-Yamaska                              | Shefford                   | 45,90  | A-10 – Montréal, Sherbrooke                          | Sortie 90 de l'A-10                                                                                   |
| La Haute-Yamaska                              | Shefford                   | 48,80  | vvv R-112 est – Eastman, Stukely-Sud                 | Terminus sud du multiplex avec la R-112; Stukely-Sud indiqué en direction sud seulement               |
| La Haute-Yamaska                              | Waterloo                   | 50,60  | R-241 sud – Bromont, Cowansville                     | Terminus sud du multiplex avec la R-241; Cowansville indiqué en direction sud seulement               |
| La Haute-Yamaska                              | Waterloo                   | 51,50  | R-112 ouest – Granby                                 | Terminus nord du multiplex avec la R-112                                                              |
| La Haute-Yamaska                              | Warden                     | 55,10  | R-241 nord – Saint-Joachim-de-Shefford, Roxton Falls | Terminus nord du multiplex avec la R-241                                                              |
| Le Val-Saint-François                         | Sainte-Anne-de-la-Rochelle | 66,60  | R-220 est – Sherbrooke, Bonsecours                   | Terminus ouest de la R-220; Sherbrooke indiqué en direction nord, Bonsecours indiqué en direction sud |
| Le Val-Saint-François                         | Racine                     | 79,30  | R-222 ouest – Valcourt                               | Terminus sud du multiplex avec la R-222                                                               |
| Le Val-Saint-François                         | Racine                     | 81,70  | R-222 est – Sherbrooke, Saint-Denis-de-Brompton      | Terminus nord du multiplex avec la R-222; Sherbrooke indiqué en direction nord seulement              |
| Le Val-Saint-François                         | Melbourne                  | 99,00  | A-55 – Sherbrooke, Drummondville                     | Sortie 85 de l'A-55                                                                                   |
| Le Val-Saint-François                         | Richmond                   | 103,00 | R-143 nord – Ulverton, L'Avenir                      | Terminus sud du multiplex avec la R-143                                                               |
| Le Val-Saint-François                         | Richmond                   | 103,30 | R-116 ouest – Acton Vale                             | Terminus sud du multiplex avec la R-116                                                               |
| Le Val-Saint-François                         | Richmond                   | 104,10 | R-116 est / R-143 sud – Danville, Val-des-Sources    | Terminus nord du multiplex avec la R-116 / R‑143; Val-des-Sources indiqué en direction nord seulement |
| Drummond                                      | Saint-Félix-de-Kingsey     | 122,10 | R-255 – Drummondville, Saint-Lucien, Kingsey Falls   | |
| - Terminus de multiplex - Transition de route |                            |        |                                                      | |